# Pahtajärvi (Gällivare socken, Lappland, 743963-171729)
Pahtajärvi är en sjö i Gällivare kommun i Lappland och ingår i Råneälvens huvudavrinningsområde.